# Su Nuraxi
Su Nuraxi est un nuraghe situé à l'ouest de Barumini, dans la province de Sardaigne du Sud, en Sardaigne (Italie). Le monument est daté de l'Âge du bronze. C'est l'un des nuraghes les plus imposants et les mieux conservés que l'on puisse voir. Il est classé au Patrimoine mondial de l'Unesco.

## Historique
Su Nuraxi a été entièrement fouillé de 1949 à 1956 sous la direction de l'archéologue sarde Giovanni Lilliu. Les fouilles ont permis de reconstituer les diverses phases de sa construction ainsi que celles du village mitoyen, montrant la continuité du site jusqu'au IIIe siècle de notre ère, à l'époque romaine.
Su Nuraxi a été inscrit en 1997 sur la liste du Patrimoine mondial par l'Unesco.

## Description
Le monument a été construit au sommet d'une colline surplombant la plaine, à une altitude de 238 m.
Su Nuraxi est constitué d'une tour centrale à trois étages construite en pierres de basalte, d'une hauteur de 18,60 m à l'origine, aux salles voûtées en encorbellement, édifiée entre 1500 et 1300 av. J.-C.. Au bronze récent, entre 1300 et 1100 av. J.-C., la tour centrale a été entourée d'un complexe quadrilobé constitué de quatre tours secondaires à deux étages d'une hauteur de 14 m à l'origine, reliées par une enceinte fortifiée. Un peu plus tard, l'ensemble fut entouré d'une muraille extérieure comportant trois tours plus petites. Au bronze final, entre 1100 et 800 av. J.-C., la muraille extérieure fut renforcée, des tours supplémentaires lui furent ajoutées, et l'entrée de la forteresse fut déplacée vers le nord-est.
Dans un silo, une température de douze degrés en toutes saisons permet de conserver les aliments des habitants de la forteresse.
À l'extérieur des murs d'enceinte s'étendait un village composé d'une cinquantaine de maisons, édifiées sur un plan circulaire au moyen de gros murs en pierre sèche, aux toits généralement recouverts de branchages. Ce village nuragique a été bâti entre le XIVe et le XIIe siècle av. J.-C..
Au VIe siècle av. J.-C., le site subit des destructions, puis a été restauré à l'époque carthaginoise. Il resta occupé pendant la période romaine, avant d'être délaissé au IIIe siècle de notre ère.

## Galerie

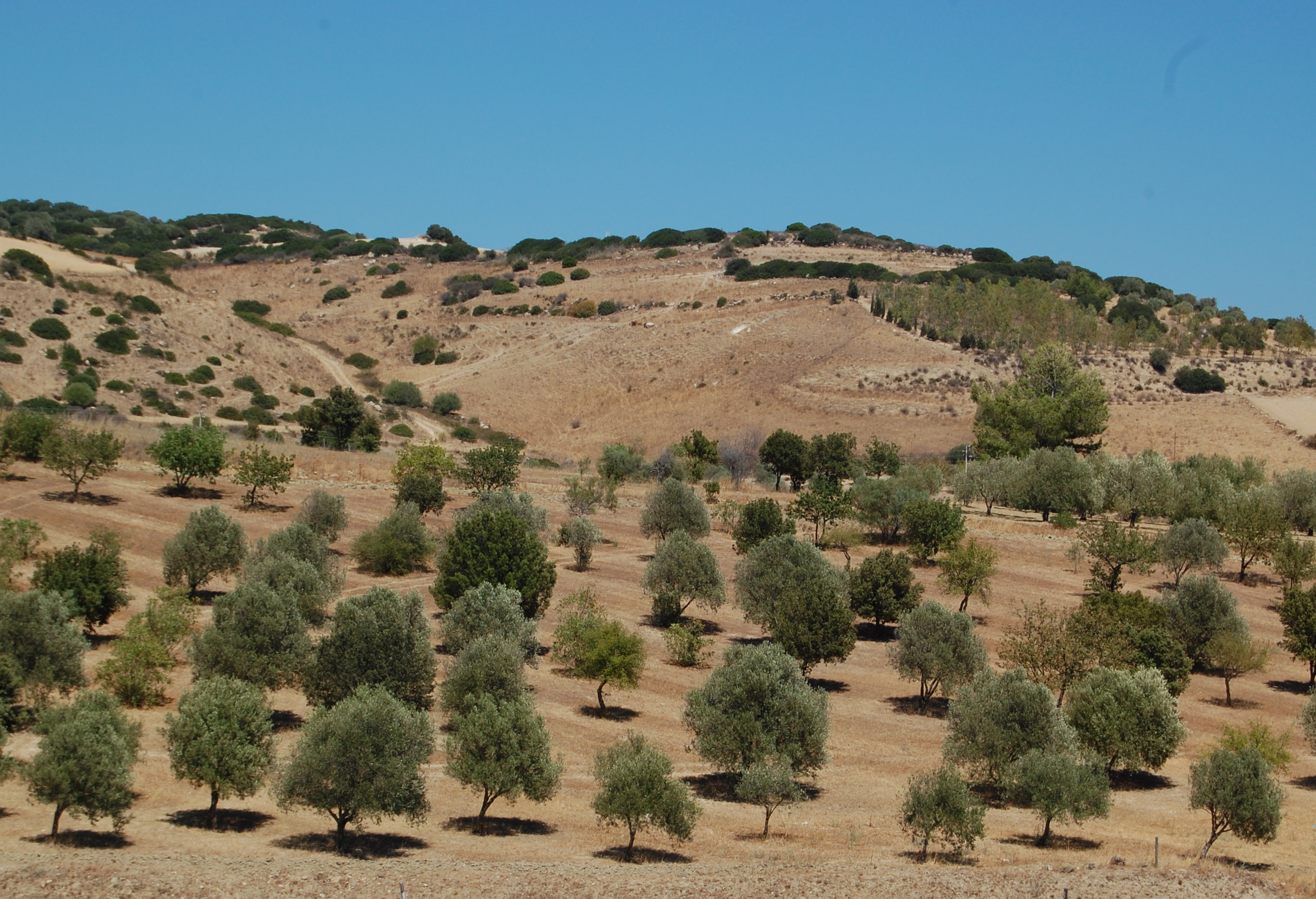
Paysage de Su Nuraxi.
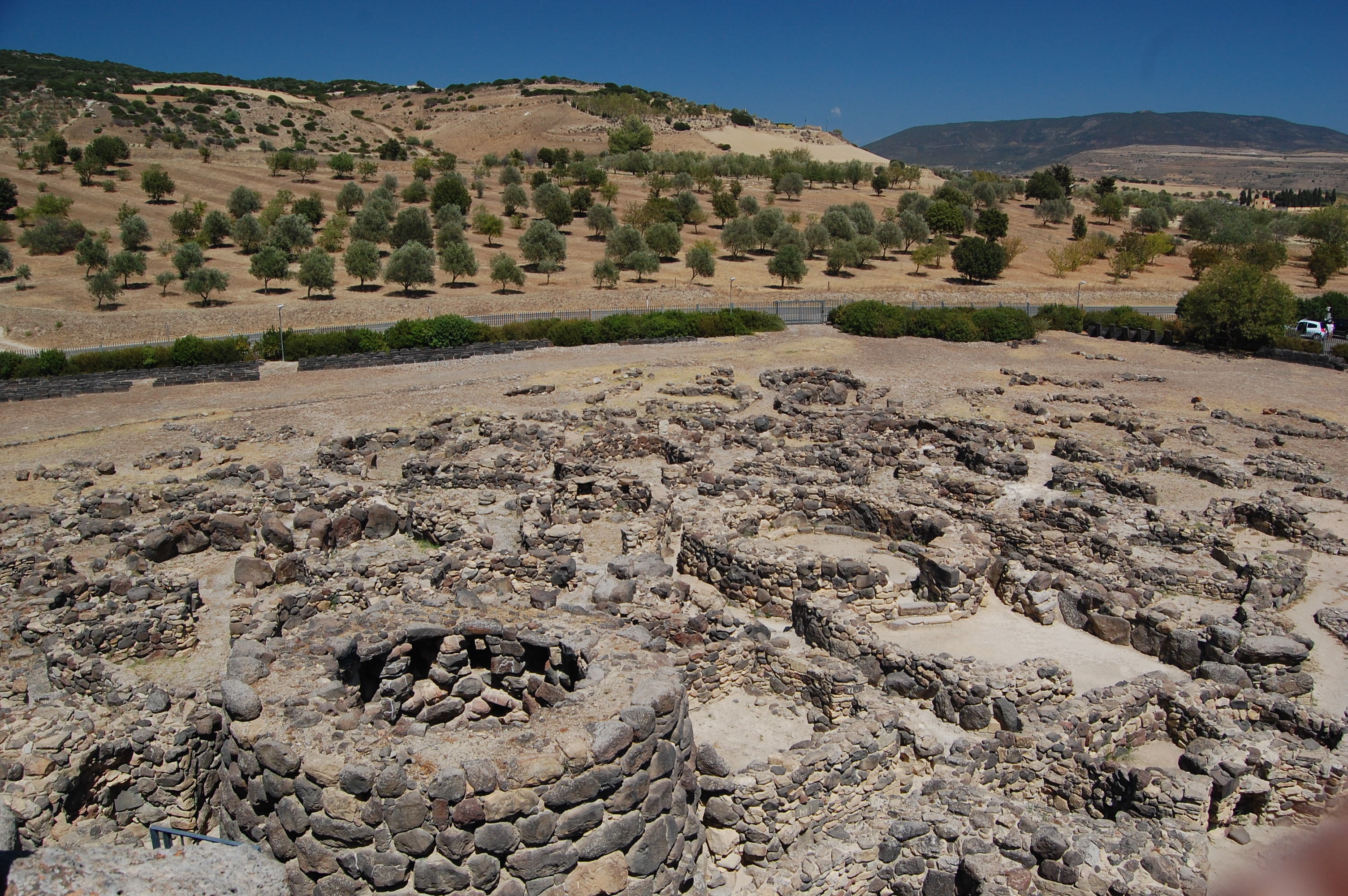
Vestiges de Su Nuraxi.
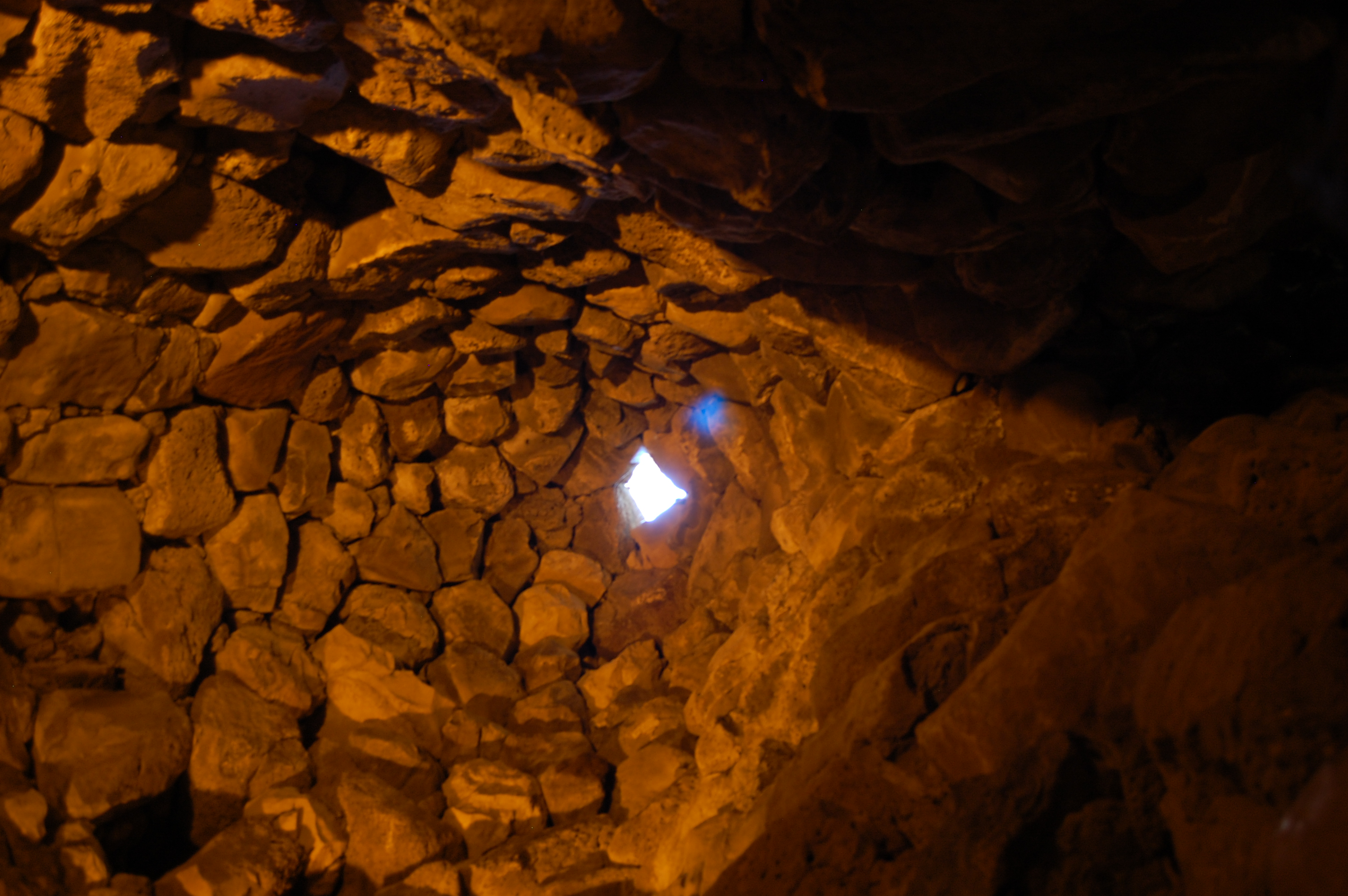
Intérieur d'une tour.
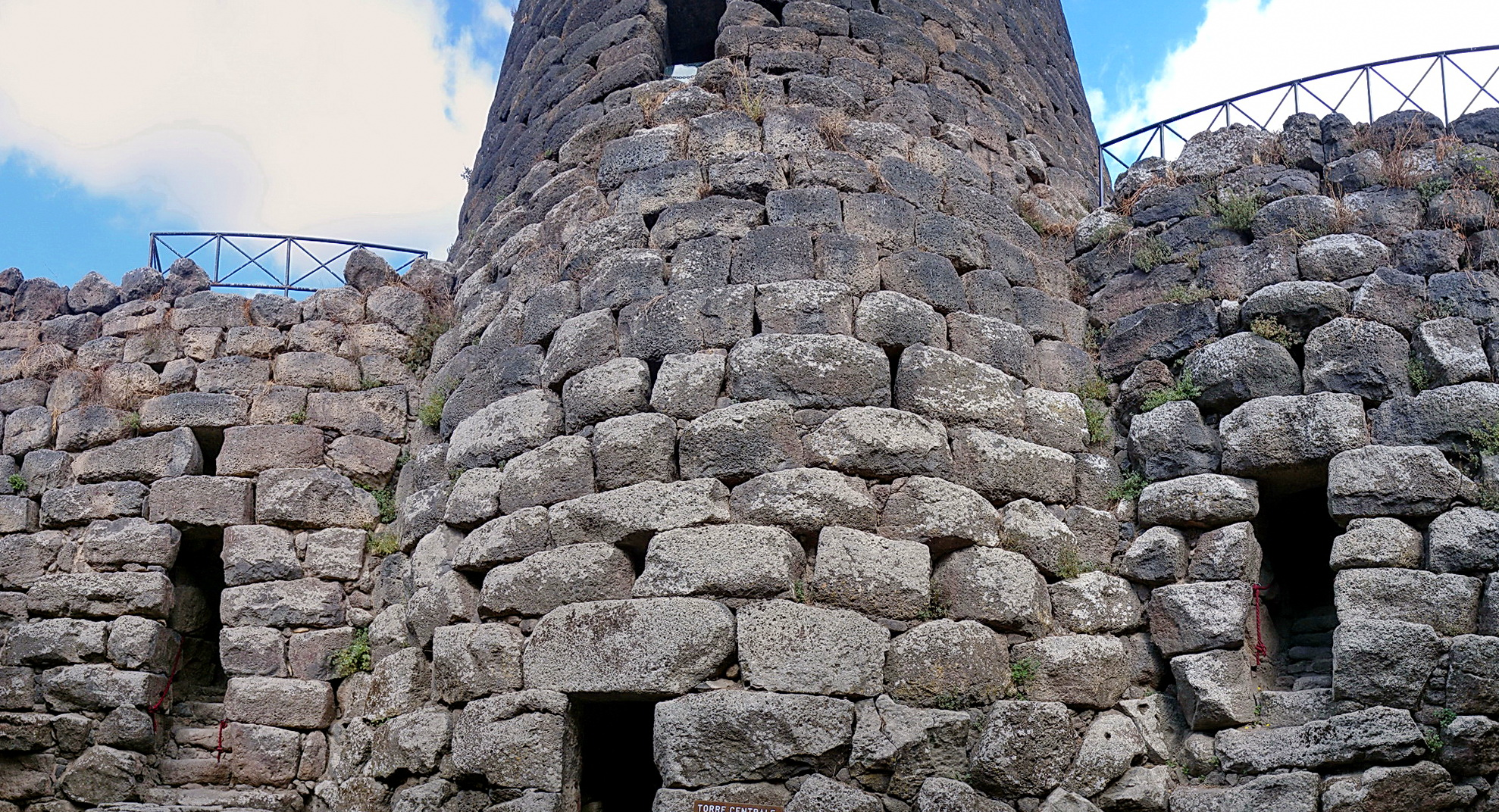
L'une des tours.